# Fibras aferentes viscerales generales
Las fibras aferentes viscerales generales (en inglés General Visceral Afferent fiber) conducen los impulsos sensoriales (normalmente sensaciones de dolor o reflejo) desde los órganos internos, las glándulas y los vasos sanguíneos hasta el sistema nervioso central. Se consideran parte del sistema nervioso visceral, que está estrechamente relacionado con el sistema nervioso autónomo, pero "sistema nervioso visceral" y "sistema nervioso autónomo" no son sinónimos directos y hay que tener cuidado al utilizar estos términos. A diferencia de las fibras eferentes del sistema nervioso autónomo, las fibras aferentes no se clasifican como simpáticas o parasimpáticas.
Las fibras aferentes viscerales generales (AVG) crean dolor referido al activar las fibras aferentes somáticas generales donde las dos se encuentran en la columna gris posterior.
Los nervios craneales que contienen fibras AVG incluyen el nervio glosofaríngeo (CN IX) y el nervio vago (CN X).
Generalmente, son insensibles al corte, aplastamiento o quemado; sin embargo, la tensión excesiva en el músculo liso y algunas condiciones patológicas producen dolor visceral (dolor referido).

## Trayectoria

### Abdomen
En el abdomen, las fibras aferentes viscerales generales (AVG), suelen acompañar a las fibras eferentes simpáticas. Esto significa que una señal que viaja en una fibra aferente comenzará en los receptores sensoriales del órgano diana de la fibra aferente, viajará hasta el ganglio donde la fibra eferente simpática hace sinapsis, continuará de vuelta a lo largo de un nervio esplácnico desde el ganglio hacia el tronco simpático, se moverá hacia una rama ventral a través de una rama blanca comunicante, y finalmente se moverá hacia el nervio espinal mixto entre la división de las ramas y la división de las raíces del nervio espinal. A continuación, la vía AVG se desvía de la vía eferente simpática, que sigue la raíz ventral hacia la columna vertebral, siguiendo la raíz dorsal hacia el ganglio espinal, donde se encuentra el cuerpo celular del nervio aferente visceral. Por último, la señal continúa a lo largo de la raíz dorsal desde el ganglio de la raíz dorsal hasta una región de materia gris en el cuerno dorsal de la columna vertebral, donde se transmite a través de una sinapsis a una neurona del sistema nervioso central.
Los únicos nervios AVG del abdomen que no siguen la vía mencionada son los que inervan las estructuras de la mitad distal del colon sigmoide y del recto. Estas fibras aferentes, en cambio, siguen el camino de las fibras eferentes parasimpáticas de vuelta a la columna vertebral, donde las fibras aferentes entran en los ganglios sensoriales S2-S4 (raíz dorsal) seguidos por la médula espinal.

### Pelvis
El recorrido de las fibras de AVG de los órganos de la pelvis, en general, depende de la posición del órgano en relación con la línea de dolor pélvico. Se dice que un órgano, o parte de un órgano, de la pelvis está "por encima de la línea de dolor pélvico" si está en contacto con el peritoneo, excepto en el caso del intestino grueso, en el que se dice que la línea de dolor pélvico está situada en el centro del colon sigmoide. Las fibras AVG de las estructuras por encima de la línea del dolor siguen el curso de las fibras eferentes simpáticas, y las fibras AVG de las estructuras por debajo de la línea del dolor siguen el curso de las fibras eferentes parasimpáticas. Es menos probable que el dolor de estas últimas fibras se experimente conscientemente.

## Neurotransmisores
Para muchos de estos fibras aferentes viscerales generales, sus terminaciones en la periferia y en la médula espinal contienen sustancia P y otros neuropéptidos de la familia de la taquicinina, como la neuroquinina A y la neuroquinina B, específicamente en la porción simpática de estas fibras.